# Диаконеску, Кристиан
Кристиан Диаконеску (рум. Cristian Diaconescu, род. 2 июля 1959 года) — румынский юрист и политик.

## Биография
В 1978—1979 годах служил в подразделении войск, подчинявшемся Секуритате. В 1982 году вступил в Румынскую коммунистическую партию.
Окончил юридический факультет Бухарестского университета в 1983 году. В 2007 году получил степень доктора права. Был доцентом в Университете Гиперион в 1993 году, профессором в Университете национальной обороны имени Кароля I в 1997 году и в Институте права и международных отношений с 1998 по 2000 год, а в 2004 году был преподавателем в Университете Спиру Харет на факультете международных отношений и европейских исследований.
В 1990—2000 занимал различные должности в Министерстве иностранных дел.
С мая по декабрь 2000 года был заместителем генерального секретаря Организации черноморского экономического сотрудничества в Стамбуле в ранге посла.
В 2002 году вступил в Социал-демократическую партию. В 2004 году был избран членом Сената.
Был министром в правительствах:
- Адриана Нэстасе (март — декабрь 2004);
- Эмиля Бока (декабрь 2008 — октябрь 2009);
- Михая Резвана Унгуряну (март — май 2012).

Баллотировался на президентских выборах 2024 года, набрал 3,1 % голосов.